# Gabriel Bateman
Gabriel Michael Bateman (* 10. September 2004) ist ein US-amerikanischer Schauspieler. Internationale Bekanntheit erlangte er unter anderem ab 2014 durch seine Auftritte in Annabelle und der wiederkehrenden Rolle des Ethan Taylor in Stalker.

## Leben
Gabriel Bateman wurde als jüngstes von neun Kindern von Tim und Jonelle Bateman geboren. Die meisten seiner acht Geschwister sind ebenfalls im Film- und Fernsehbereich tätig, wobei unter anderem seine Schwestern Leah und Talitha bereits in größeren Produktionen zum Einsatz kamen bzw. in wiederkehrenden Rollen in international bekannten Fernsehserien zu sehen waren. Nachdem er mit seiner Familie im Central Valley, dabei unter anderem in Turlock, gelebt hatte, zog die Familie 2012 nach Sherman Oaks, einem Stadtteil von Los Angeles. In Folge einiger Engagements als Kindermodel in Printmedien, kam er binnen kurzer Zeit auch zu Auftritten in diversen US-Fernsehspots, wobei er unter anderem in Werbefilmen von Staples, Frigidaire, Energizer EcoAdvanced Recycled Batteries, Cascade Platinum, Iams und den 2014er Cadillac CTS Sedan mitwirkte. Seinen ersten Auftritt im Film- und Fernsehgeschäft hatte er schließlich 2012 in Nick Walkers George Biddle, CPA, in dem auch fünf seiner Geschwister, sowie seine Mutter Jonelle zum Einsatz kamen.
Ein Jahr später hatte er einen Auftritt im Kurzfilm The Park Bench von Sheila Hart und feierte ab 2014 seinen Durchbruch in Hollywood. So war er unter in der Rolle des Jared Cole, einem an progressiver familiärer intrahepatischer Cholestase – Typ 1 erkrankten Jungen, in der 15. Episode der zehnten Staffel von Grey’s Anatomy zu sehen. Im gleichen Jahr war er unter anderem in der Romanverfilmung Petals on the Wind im Einsatz und übernahm die Nebenrolle des Robert in John R. Leonettis Horrorfilm Annabelle. Ebenfalls 2014 wurde er in die Rolle des Ethan Taylor, dem Sohn von Jack Larsen (gespielt von Dylan McDermott) und Amanda Taylor (Elisabeth Röhm) in der nur kurzlebigen Warner-Bros.-Serie Stalker gecastet. 2015 sah man ihn in zwei Episoden von Your Family or Mine, basierend auf der israelischen Fernsehserie Sabri Maranan, sowie an der Seite von Kyle Gallner, Adam Nee oder Matthew Gray Gubler im Film Band of Robbers.
Nach einem weiteren Filmauftritt in Timothy Woodward juniors Checkmate, wo er an der Seite von Schauspielgrößen wie Danny Glover, Sean Astin, Vinnie Jones und Mischa Barton zum Einsatz kam, befinden sich aktuell (Stand: 1. September 2015) mehrere Produktionen, an denen Gabriel Bateman mitwirkt, in der Vorproduktion bzw. werden gerade gedreht. Dies wären unter anderem die Pilotfolge zu einer möglichen HBO-Serie mit dem Titel Mamma Dallas, sowie die Serien Videosyncrasy und die anstehende Horrorserie Outcast, in der er in der wiederkehrenden Rolle des Joshua Austin zu sehen sein wird. Des Weiteren holte ihn der Saw-Schöpfer James Wan, der unter anderem bereits als Produzent an Annabelle mitgewirkt hatte, als Hauptdarsteller in den Cast des für 2016 zur Veröffentlichung vorgesehenen Horrorfilms Lights Out.
Als Schauspieler wird Bateman unter anderem durch die Künstleragentur Coast to Coast Talent Group, die Talentmanagerin Becky Poliakoff, sowie Scott Faucett, seines Zeichens Talentmanager von Hg5 Entertainment, und dem Anwalt Ryan Nord vertreten.

## Filmografie (Auswahl)
Filme
- 2012: George Biddle, CPA
- 2013: The Park Bench (Kurzfilm)
- 2014: Petals on the Wind (Fernsehfilm)
- 2014: Annabelle
- 2015: Band of Robbers
- 2015: Checkmate
- 2016: Lights Out
- 2018: Benji
- 2018: Ein Funken Gerechtigkeit (Saint Judy)
- 2019: Playmobil – Der Film (Playmobil: The Movie)
- 2019: Child’s Play
- 2019: Robert the Bruce – König von Schottland (Robert the Bruce)
- 2020: Denk wie ein Hund (Think Like a Dog)
- 2020: Unhinged – Außer Kontrolle (Unhinged)
- 2022: Die Fabelmans (The Fabelmans)

Serien
- 2014: Maker Shack Agency (Pilot)
- 2014: Grey’s Anatomy (1 Episode)
- 2014–2015: Stalker (8 Episoden)
- 2015: Your Family or Mine (2 Episoden)
- 2016–2017: Outcast (4 Episoden)
- 2018: The Dangerous Book for Boys (6 Episoden)
- 2021–2023: Moskito-Küste (The Mosquito Coast, 17 Episoden)